# Institución Oceanográfica de Woods Hole
La Institución Oceanográfica de Woods Hole (en inglés Woods Hole Oceanographic Institution) es un centro de investigación privado y de educación localizado en el pueblo de Woods Hole, Massachusetts. Se dedica al estudio de todos los aspectos de las ciencias y las ingenierías marinas y a la formación de personal investigador marino. Fundado en 1930, es la mayor institución independiente de investigación oceanográfica en Estados Unidos, con unas 1000 personas entre personal y estudiantes. La institución se organiza en cinco departamentos, cinco institutos interdisciplinares—vida oceánica, océano costero, océano y cambio climático, exploración de los fondos oceánicos—el Instituto Cooperativo para la Investigación del Clima y del Océano, y un centro de política marina. Sus instalaciones en tierra se encuentran , y a una milla y media de distancia del Campus de Quissett. El grueso de los fondos de la Institución provienen de subvenciones y contratos revisados por pares de la Fundación Nacional para las Ciencias estadounidense y de otras agencias gubernamentales, incrementadas por donaciones y contribuciones privadas.
En una atmósfera interdisciplinar que educa en el descubrimiento, el personal científico, ingenieril y estudiantil colaboran en explorar las fronteras del conocimiento sobre el planeta Tierra. Dearrollan teorías, ponen ideas a prueba, construyen instrumentación para su uso marino y recolectan datos sobre diversos ambientes marinos. El trabajo se realiza en todos los océanos del mundo y su amplia agenda investigadora incluye: actividad geológica profunda en el seno de la tierra; poblaciones vegetales, animales y microbianas y sus interacciones en el océano; erosión costera; circulación oceánica; y cambio climático global.
Los buques que gestiona portan personal científico investigador a lo ancho de los océanos del mundo. Su flota incluye tres grandes buques oceanográficos (el R/V Atlantis, el R/V Knorr, y el R/V Oceanus), embarcaciones costeras incluido el R/V Tioga, el sumergible tripulado para inmersiones profundas Alvin, el vehículo por control remoto por cable Jason/Medea, y vehículos autónomos submarinos como el Explorador Béntico Autónomo (ABE) y el SeaBED.
La Institución oferta estudios de grado y de postgrado en prácticamente todas las áreas de las Ciencias del Mar. Existen varios programas de becas de investigación y de aprendizaje, y la titulación es acreditada por un
programa conjunto con el Instituto Tecnológico de Massachusetts (MIT) o por la Institución misma. También se ofrecen otros programas de extensión y educación informal al público en general a través de su Centro de Exposiciones y de sus visitas estivales. La Institución tiene un programa de voluntariado y un programa de membrecía, Asociadas y Asociados al WHOI.

## Historia

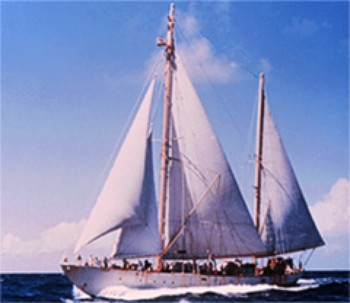
R/V Atlantis, el primer buque oceanográfico operado por la Institución Oceanográfica de Woods Hole.

En 1927 una comisión de la Academia Nacional de las Ciencias concluyó que era hora de "considerar la participación de los Estados Unidos de América en un programa mundial de investigación oceanográfica". Las recomendaciones de la comisión estableciendo la creación de un laboratorio de investigación permanente en la Costa Este para "culminar la oceanografía en todas sus ramas" llevaron a la fundación en 1930 de la Institución Oceanográfica Woods Hole.
Una ayuda de 3 millones de dólares de la Fundación Rockefeller financió el trabajo estival de una docena de científicos y científicas, la construcción de un edificio para laboratorios y el encargo de un buque oceanográfico, el velero de 142 pies Atlantis, cuya silueta aún permanece en el logo de la Institución.
La Institución creció considerablemente para la realización de investigaciones significativas relacionadas con la defensa durante la Segunda Guerra Mundial, y con posterioridad comenzó in crecimiento continuado en cuanto a personal, a flota investigadora y a relevancia científica. A lo largo de los años su personal científico ha realizado descubrimientos seminales sobre los océanos que han contribuido a mejorar el comercio, la salud, la seguridad y la calidad de vida.
En febrero de 2008, la Dra. Susan K. Avery se convirtió en la nueva presidenta y directora de la institución. La Dra. Avery, una física atmosférica, es la novena persona que ocupa el cargo en sus 77 años de historia, y la primera mujer.
La Institución ha mantenido una larga y controvertida colaboración empresarial con la compañía cazatesoros Odyssey Marine. Asimismo, ha sido polémica su participación en la localización del galeón San José en Colombia para la explotación comercial del yacimiento por el gobierno del presidente Santos y una empresa privada.

## Buques oceanográficos
La Institución opera varios buques oceanográficos, propiedad de la Marina de los Estados Unidos, de la Fundación Nacional para las Ciencias, o de la Institución. 
La Institución comparte además con el MBL una gran biblioteca trabajos relacionados con temas marinos.